# Buenaventura (nombre)
Buenaventura es un nombre propio antiguo (de hombre y mujer) de origen latino en su variante en español. Su significado es, como la palabra indica, "buena ventura", buena suerte.

## Variantes
| Variantes en otras lenguas | Variantes en otras lenguas |
| -------------------------- | -------------------------- |
| Español                    | Buenaventura               |
| Albanés                    | Bonaventura                |
| Alemán                     | Bonaventura                |
| Catalán                    | Bonaventura                |
| Checo                      | Bonaventura                |
| Corso                      | Bonaventura                |
| Danés                      | Bonaventura                |
| Euskera                    | Buenabendur, Doatasun      |
| Finlandés                  | Bonaventura                |
| Francés                    | Bonaventure                |
| Gallego                    | Boaventura                 |
| Húngaro                    | Bonaventúra                |
| Inglés                     | Bonaventure                |
| Islandés                   | Bónaventúra                |
| Italiano                   | Bonaventura                |
| Latín                      | Bonaventura                |
| Neerlandés                 | Bonaventura                |
| Lituano                    | Bonaventūras               |
| Noruego                    | Bonaventura                |
| Polaco                     | Bonawentura                |
| Portugués                  | Boaventura                 |
| Rumano                     | Bonaventura                |
| Ruso                       | Бонавентура (Bonaventura)  |
| Sardo                      | Bonaventùra                |
| Serbio                     | Бонавентура (Bonaventura)  |
| Sueco                      | Bonaventura                |

## Santoral
15 de julio: San Buenaventura, místico franciscano y cardenal italiano, obispo de Albano.